# Отчёт о деле Сребреницы
Отчёт о деле Сребреницы (первая часть) — это первый официальный документ о трагедии в Сребренице в июле 1995 года на востоке Боснии и Герцеговины. Отчёт был подготовлен под руководством доктора права Дарко Трифуновича и опубликован Бюро по связям правительства Республики Сербской с Международным уголовным трибуналом по бывшей Югославии (МТБЮ).
В докладе отрицается факт уничтожения гражданских лиц в Сребренице и Международный комитет Красного Креста обвиняется в «фабрикации» своих выводов об убийствах. Утверждения доклада подверглись обструкции со стороны международного сообщества и боснийцев, и в итоге правительство Республики Сербской от них дистанцировалось. В приговоре против Мирослава Деронича судьи Гаагского трибунала назвали доклад «одним из худших примеров ревизионизма». «Вторая часть» доклада никогда не публиковалась.

## Содержание отчёта

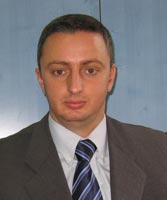
Дарко Трифунович, автор отчёта о деле Сребреницы.

Доклад преподносился как попытка «представить всю правду о преступлениях, совершённых в районе Сребреницы, независимо от национальности совершивших преступления и времени, когда они были совершены»[sic]. В нём утверждалось, что в Сребренице погибло не более 2000 боснийцев,  которые были вооружёнными солдатами, а не гражданскими лицами – и что 1600 из них погибли в бою или при попытке покинуть анклав. Трагедия, названная международными инстанциями «резнёй», последовательно называлась «предполагаемой». В докладе прозвучал вывод: «Число солдат-мусульман, казнённых силами боснийских сербов из-за личной мести или простого незнания международного права […] вероятно, составляет меньше 100 человек».
В докладе утверждается, что рассказы выживших были плодом их воображения: «Блуждать почти 20 дней по заминированной территории, без еды и воды, под страхом попасть под пули с любого направления - это была такая травма, что солдаты иногда смешивали реальность с иллюзиями. Глядя на трупы под таким психологическим [давлением], некоторые солдаты-мусульмане могли поверить в то, что они представляли». «Этот бой мог выглядеть как массовое убийство в глазах напуганных мусульманских солдат, хотя они носили оружие и беспорядочно стреляли в противника - боснийских сербов».
В докладе также утверждалось, что выводы Международного комитета Красного Креста и других гуманитарных организаций представляли собой продукт «манипуляции» и «были сфабрикованы». Было отмечено, что сербы стали жертвами боснийских военных преступлений в районе Сребреницы: только в 1992 и 1993 годах было убито 1300 сербских мирных жителей. Независимый Центр исследований и документации в Сараево утверждал, что эта цифра неточная, а истинная цифра «в три-девять раз меньше». Командующий сербским контингентом генерал Ратко Младич упоминался в докладе только в контексте требования сдачи города и эвакуации мирного населения; в отчете утверждалось, что он пытался «отговорить сербов от дикой мести». В докладе утверждалось, что «мусульмане завышают число [погибших] для того, чтобы добиться того, чего они хотели с самого начала – вовлечь международное сообщество в конфликт с сербами».
По словам Деяна Милетича, которого Верховный представитель по Боснии и Герцеговине Пэдди Эшдаун в апреле 2004 года отстранил от поста главы Секретариата Республики Сербской по связям с Международным уголовным трибуналом в Гааге и расследованию военных преступлений, доклад «базировался на публикациях, найденных в интернете, отчетах Организации Объединенных Наций и других источниках». Его планировалось разослать адвокатам, защищающим боснийских сербов, обвиняемых в военных преступлениях.

## Вердикт МТБЮ
МТБЮ рассмотрел «Отчёт по делу Сребреницы» и квалифицировал его как ревизионистский.

## Критика
После того, как отчет был опубликован 3 сентября 2002 года, его осудили боснийские и международные деятели. Представитель МТБЮ заявил Радио Свободная Европа, что «любое утверждение о том, что число жертв после падения анклава Сребреница составило около 2000 человек, и большинство из них погибло в бою, является абсолютно возмутительным. Это противоречит всем доказательствам, тщательно собранным в ходе расследования трагедии». Он назвал попытки свести к минимуму число жертв «откровенно отвратительными».Карла дель Понте, главный прокурор МТБЮ, охарактеризовала авторов доклада как «совершенно слепых, глубоко бесчувственных и явно желающих препятствовать всем усилиям по поиску примирения, истины и справедливости». Юрисконсульт Дель Понте Жан-Жак Жорис (Jean-Jacques Joris) назвал доклад «печальным примером ревизионизма и элементом, который определенно стоит на пути примирения в регионе». Прокуроры МТБЮ впоследствии использовали этот отчет в качестве доказательства на судебном процессе по делу Мирослава Деронича в 2004 году; в своем приговоре судьи повторили фразу об «одном из худших примеров ревизионизма в отношении [резни]».
Пэдди Эшдаун, Верховный представитель Боснии и Герцеговины, осудил доклад как «тенденциозный, нелепый и подстрекательский» и «настолько далекий от истины, что почти не стоит удостоить его ответом». Его офис опубликовал заявление, в котором назвал доклад «безответственной попыткой обмануть избирателей и злоупотребить травмой людей, переживших резню». Представитель Эшдауна Джулиан Брейтуэйт связал публикацию отчета с выборами в Республике Сербской: «Вопрос для правительства РС заключается в том, почему они публикуют этот отчет сейчас, в то время, когда его можно легко истолковать как безответственную предвыборную агитацию. Преуменьшать тот факт, что мирные жители были убиты и что детей эксгумируют из братских могил со связанными за спиной руками - это возмутительно». Европейский Союз выступил с заявлением, призывающим «всех ответственных людей и учреждения» отказаться от изучения доклада. Международная комиссия по пропавшим без вести лицам выступила с резким заявлением, в котором назвала доклад грубым искажением фактов.
Министр иностранных дел Великобритании Денис Макшейн осудил доклад как "оскорбление памяти погибших. Авторы этого доклада принадлежат к той же категории, что и те, кто отрицает Холокост". Посольство США в Боснии и Герцеговине призвало правительство Республики Сербской отозвать доклад, назвав его «попыткой манипулирования и разделения общества в этой стране».
Боснийские СМИ, политические партии и выжившие в Сребренице также осудили доклад. Ассоциация матерей Сребреницы и Жепы осудила доклад как «ложный, постыдный и совершенно аморальный». Партия Боснии и Герцеговины осудила его как «ещё одну попытку властей Сербской Республики беспринципным и жестоким способом свести на нет то, что, вероятно, является самым страшным преступлением в Европе после Второй мировой войны». Алия Бемен, премьер-министр Федерации Боснии и Герцеговины, назвала это «удивительной подделкой, которая пытается ввести в заблуждение общественность и особенно сербов в БиГ. Я искренне верю, что это последняя попытка оживить политику, которая ознаменовала трагическое прошлое БиГ. Отрицание геноцида не может быть частью избирательной кампании».
Со стороны боснийских сербов мнение по отчету изначально было положительным. Средства массовой информации боснийских сербов в значительной степени поддержали отчет, а президент Республики Сербской Мирко Шарович (который в октябре 2002 года стал сербским членом Президиума Боснии и Герцеговины) заявил, что отчет «не следует сразу отвергать, но он заслуживает тщательного изучения». Ряд политических деятелей боснийских сербов выступили с публичными заявлениями, отрицая факт совершения военных преступлений, а представитель правительства назвал доклад попыткой содействовать «правде и примирению». Лидер Социалистической партии Республики Сербской Лазар Ристич приветствовал доклад и обвинил боснийскую сторону в том, что она «до сих пор представляла только лживые отчеты, в которых упоминались имена людей, которые сегодня ещё живы».
Спикер Национальной ассамблеи Республики Сербской Никола Шпирич назвал доклад «худшей предвыборной агитацией, которую я когда-либо видел». Милорад Додик, который впоследствии стал премьер-министром Республики Сербской, раскритиковал доклад как «написанный дилетантом с целью манипулирования общественным мнением».
Однако правительство Республики Сербской в лице премьер-министра Младена Иванича обвинило средства массовой информации оппонентов в том, что они «подняли шум вокруг отчета в своих собственных целях». Тем не менее, протесты международного сообщества вынудили правительство Республики Сербской дистанцироваться от доклада, тем не менее обратив внимание на тенденциозность действий Верховного представителя и его ангажированность со стороны боснийских мусульман в Сараево.

Оба исследования, составленные Бюро правительства РС по сотрудничеству с МТБЮ, не были акцептированы правительством Республики Сербской. Тот факт, что доклад по Сребренице подвергся осуждению со стороны Управлением Верховного представителя (УВП) до того, как была проведена правительственная пресс-конференция, стал сюрпризом. Таким образом, УВП основывало свое осуждение на сообщениях средств массовой информации Федерации БиГ, в которых утверждалось, что отчеты Бюро являются отчетом правительства РС. Вызывает удивление и тот факт, что представители УВП прокомментировали документ, который они не читали. Это еще одно подтверждение того, что Управление поддаётся давлению со стороны сараевских СМИ и формирует свои взгляды, используя их информацию и пресс-релизы, тем самым ставя под сомнение свою собственную беспристрастность.
Два года спустя, в результате дальнейшего давления со стороны международного сообщества, правительство боснийских сербов принесло официальные извинения за резню и признало, что «огромные преступления» были «совершены в районе Сребреницы в июле 1995 года».